# Record de France du 50 kilomètres marche
Pour un article plus général, voir Records de France d'athlétisme.
Les records de France seniors du 50 kilomètres marche sont actuellement détenus par Yohann Diniz, auteur de 3 h 32 min 33 s le 15 août 2014 lors des Championnats d'Europe d'athlétisme 2014 de Zurich en Suisse, et chez les femmes par Inès Pastorino, créditée de 4 h 43 min 46 s le 14 octobre 2018 à Aschersleben en Allemagne durant les Championnats d'Allemagne de marche 2018.

## Progression

### Hommes
Le premier record de France masculin du 50 kilomètres marche est homologué en 1994.
| Performance     | Athlète         | Lieu         | Date               |
| --------------- | --------------- | ------------ | ------------------ |
| 3 h 43 min 52 s | Thierry Toutain | 13 août 1994 | Helsinki, Finlande |
| 3 h 41 min 39 s | Yohann Diniz    | 10 août 2006 | Göteborg, Suède    |
| 3 h 38 min 45 s | Yohann Diniz    | 28 mars 2009 | Dudince, Slovaquie |
| 3 h 32 min 33 s | Yohann Diniz    | 15 août 2014 | Zurich, Suisse     |

### Femmes
Le premier record de France féminin du 50 kilomètres marche est homologué en 2018.
| Performance     | Athlète        | Date            | Lieu                    |
| --------------- | -------------- | --------------- | ----------------------- |
| 4 h 43 min 46 s | Inès Pastorino | 14 octobre 2018 | Aschersleben, Allemagne |